# John Mark Egger
John Mark Egger (1950) es un botánico y profesor estadounidense, que desarrolla actividades académicas en el Departamento de Biología, en el Museo Burke,.
Ha realizado expediciones botánicas a Costa Rica, México, y el propio Estados Unidos, y es especialista en la familia Scrophulariaceae, y especialmente en el género Castilleja

## Algunas publicaciones
- john mark Egger. 2008. Nomenclatural changes and selected lectotypifications in Castilleja (Orobanchaceae). Phytologia 90: 63-82

## Honores

### Epónimos
- (Orchidaceae) Gymnadenia × eggeriana O.Gerbaud[6]

- (Orchidaceae) Nigritella × eggeriana (O.Gerbaud) W.Foelsche[7]

- La abreviatura «J.M.Egger» se emplea para indicar a John Mark Egger como autoridad en la descripción y clasificación científica de los vegetales.[8]